# Camí de l'Aigua Nova
El Camí de l'Aigua Nova era un antic camí del terme de Reus a la comarca catalana del Baix Camp.
Anava des del carrer del mateix nom que surt de la Riera de Miró en direcció a l'Avinguda de Marià Fortuny, en paral·lel al camí de Tarragona, fins a reunir-se amb el camí del Burgaret, a la partida d'aqueix nom. Actualment en queden alguns trams, però estan incorporats a les propietats del Mas del Tallapedra. L'inici del camí ha quedat inclòs al tram urbà de Reus.
L'Aigua Nova, en contraposició amb la font primitiva, anomenada la Font Vella, era també una partida de terra situada entre la Riera de Miró i Rojals. I també era el nom d'una mina d'aigua, la Mina de l'Aigua Nova, que va ser establerta i atorgada a la vila pel seu senyor jurisdiccional el 1186. D'aquesta mina se'n va servir el 1685 Joseph Shallet per abastir les Olles del cònsol anglès, una fàbrica d'aiguardent. Més endavant la mina portava aigua a les basses del camí de Tarragona, uns rentadors públics avui desapareguts.